# 예니 모스크

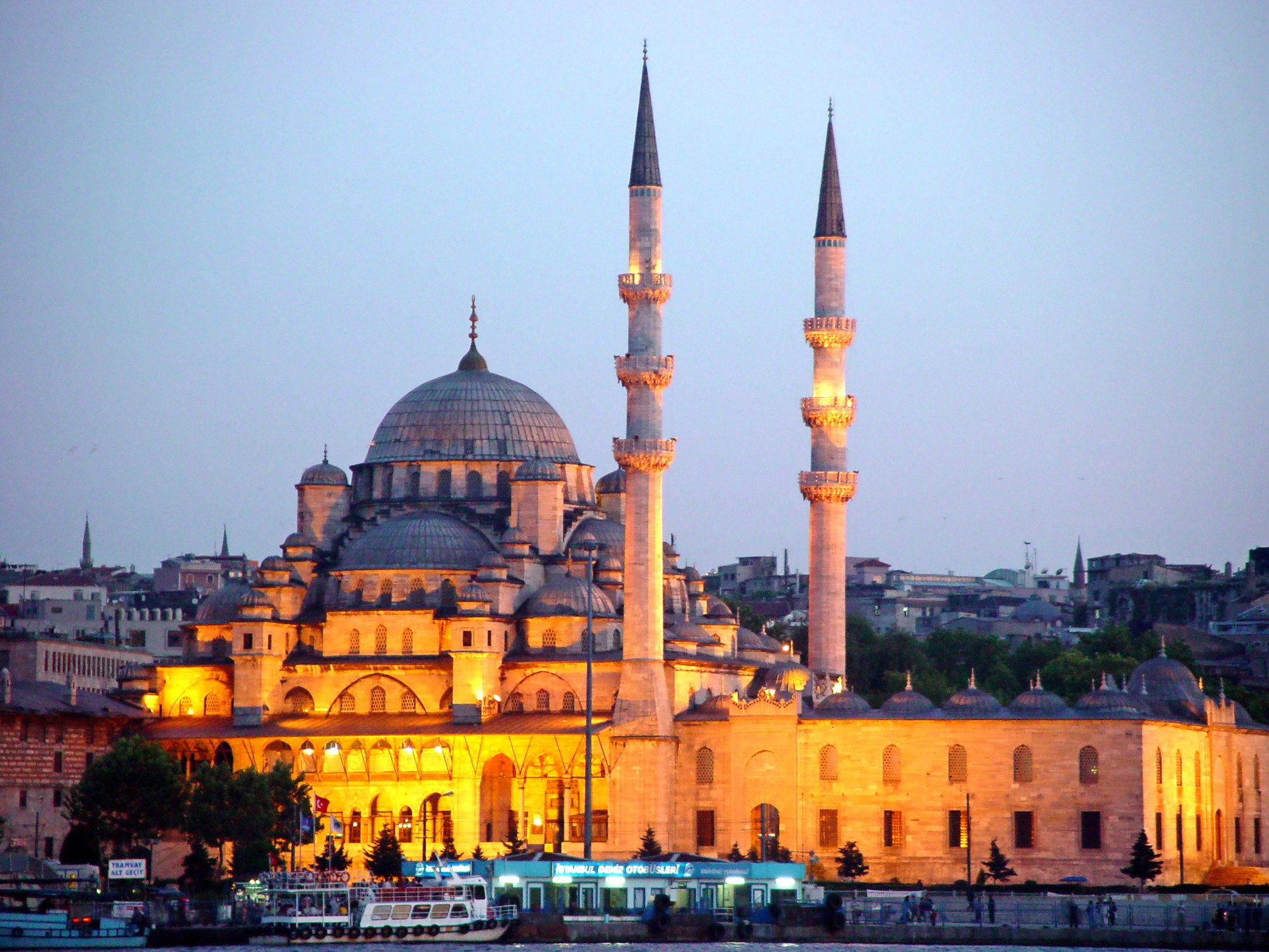
예니 모스크

예니 모스크(튀르키예어: Yeni Cami 예니 자미[*]), 발리데 술탄 모스크(영어: Valide Sultan Camii 발리데 술탄 자미[*]), 영어식 표현으로 뉴 모스크(영어: New Mosque)는 터키 이스탄불에 위치한 모스크이다. 1665년에 완성되었다. 금각만 위에 있으며, 갈라타 다리 남동쪽 끝에 위치한다. 이 모스크는 이스탄불의 유명 관광명소로 잘 알려져 있다.

## 갤러리

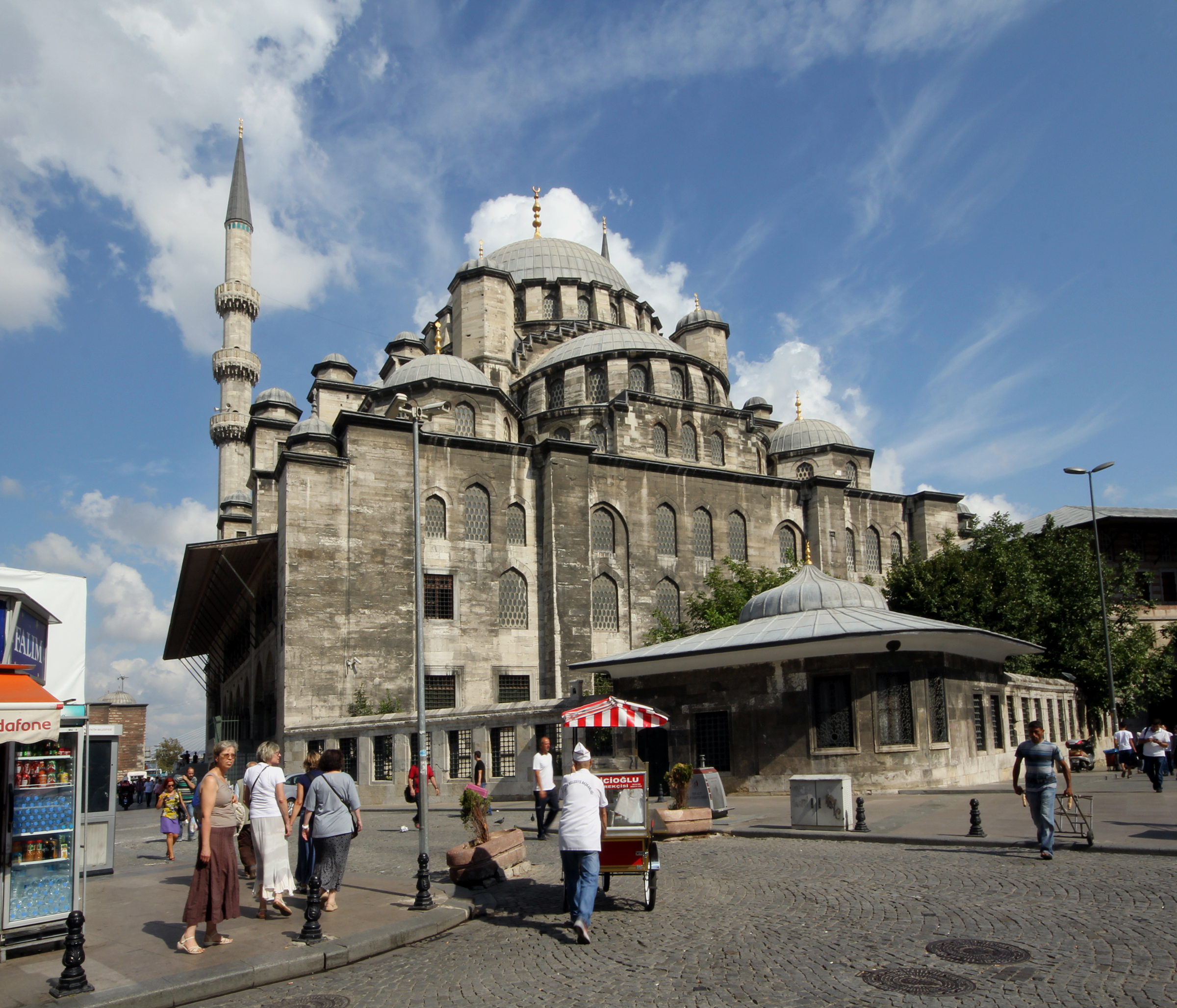
예니 모스크 뒷 모습
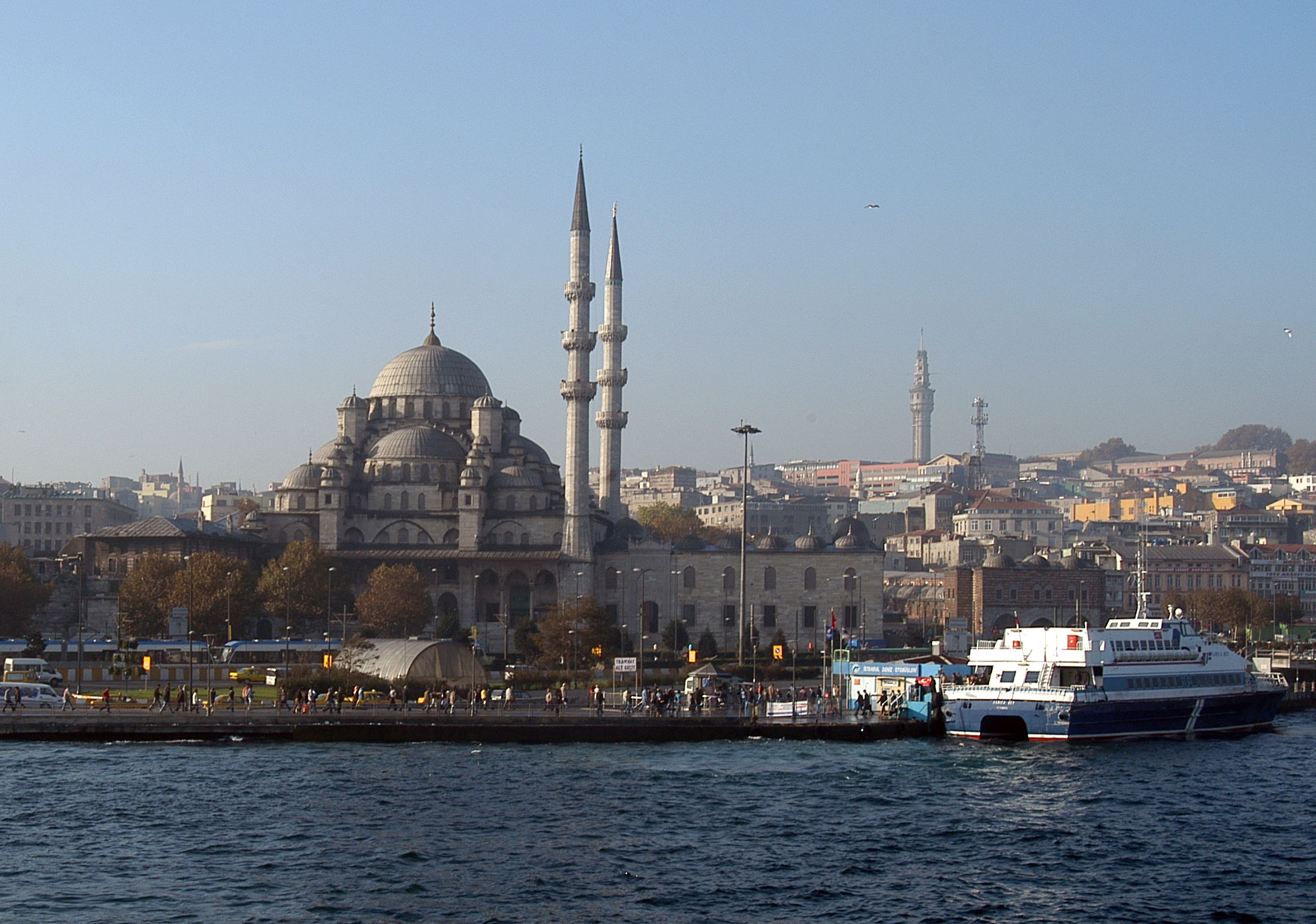
금각만에서 바라본 모스크
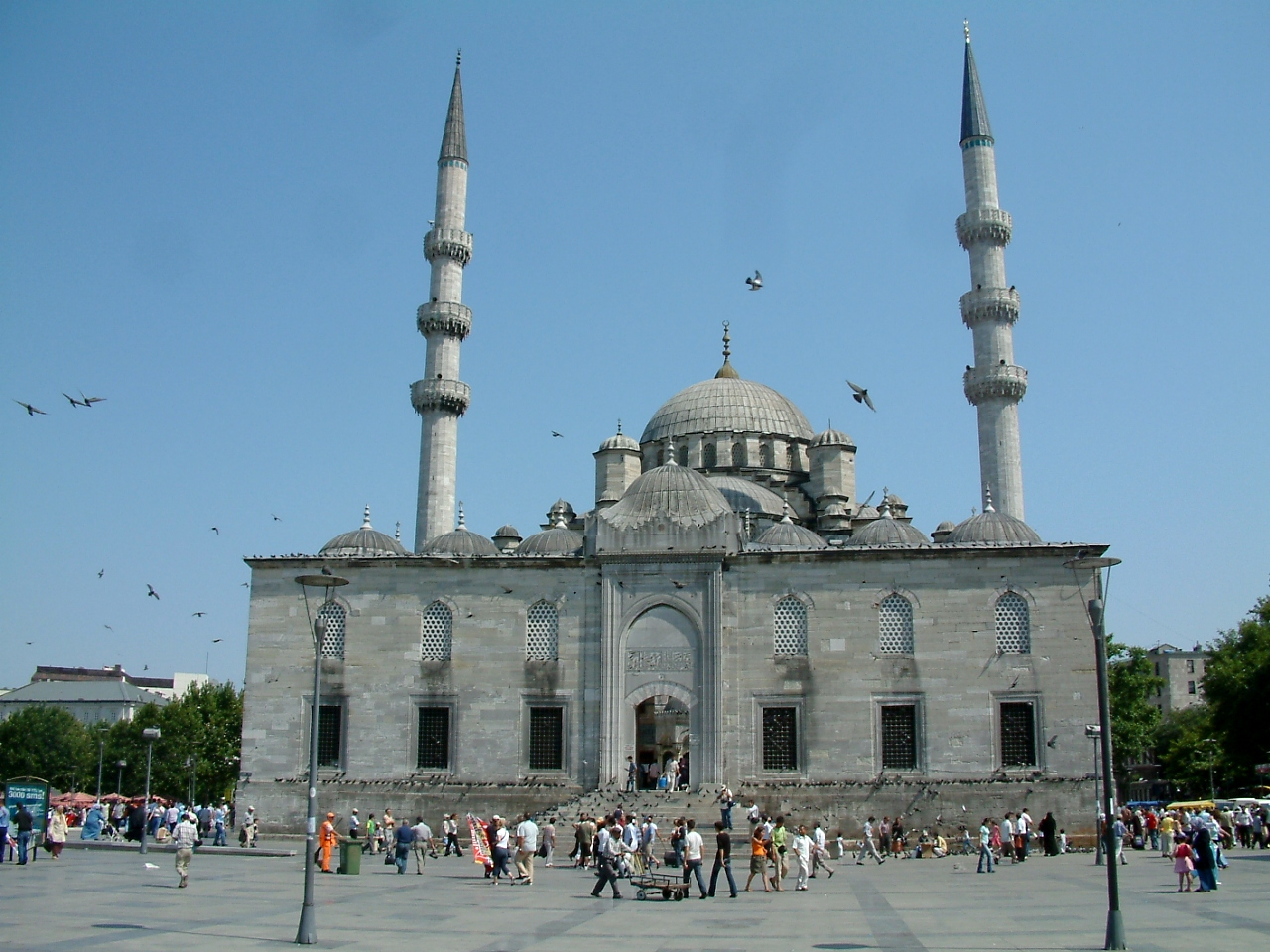
본 입구
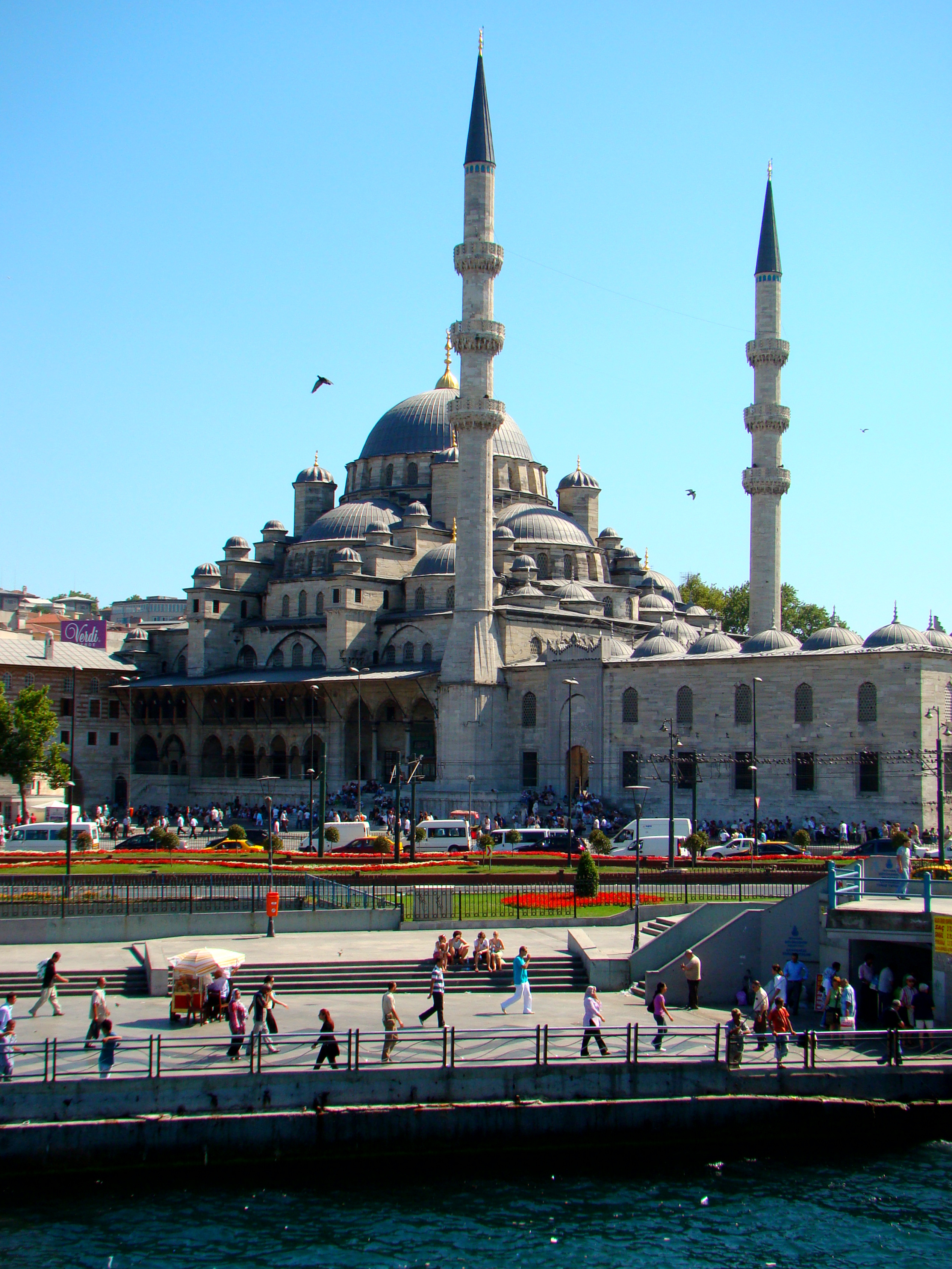
갈라타 다리의 모스크
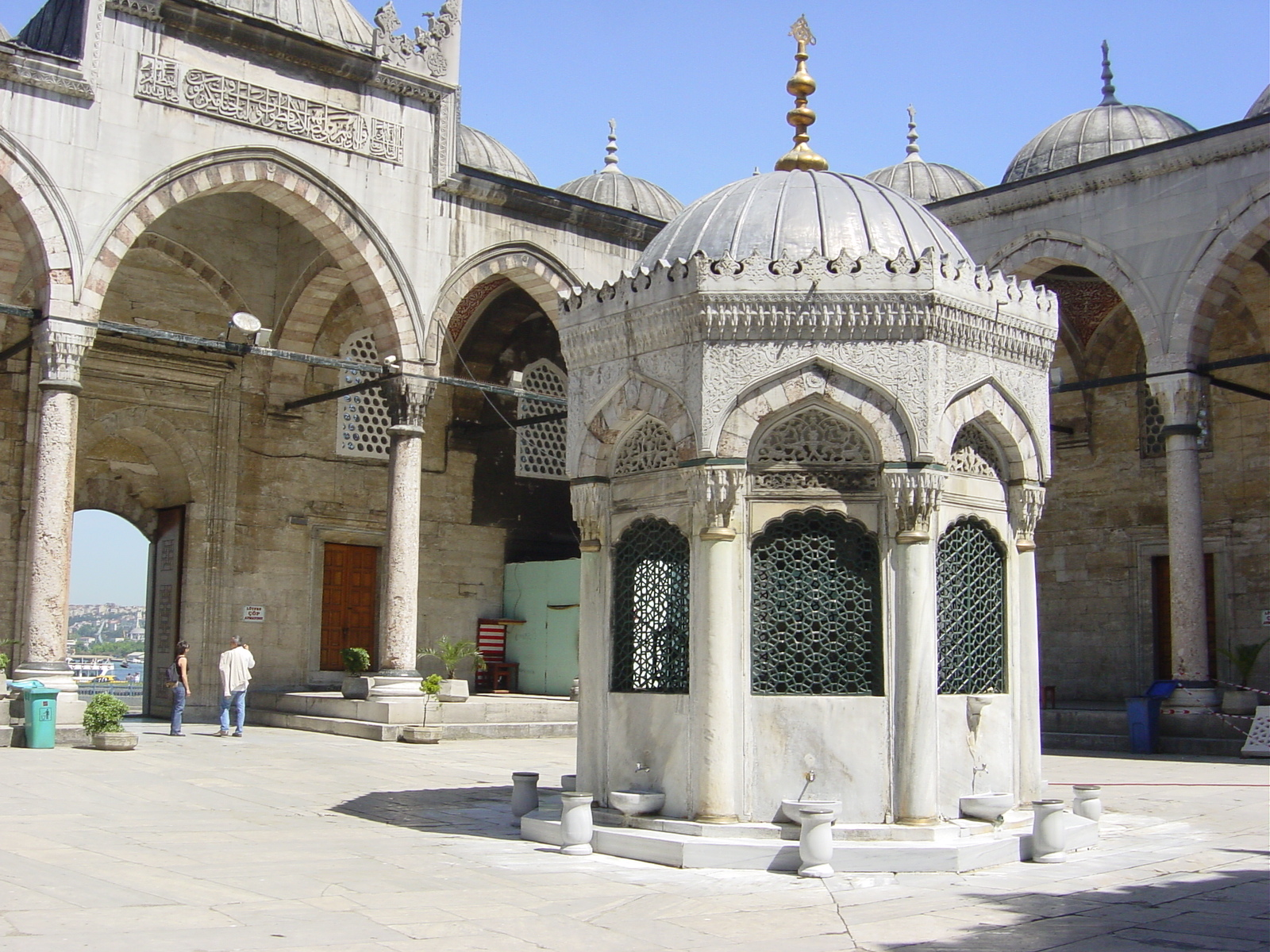
모스크의 마당
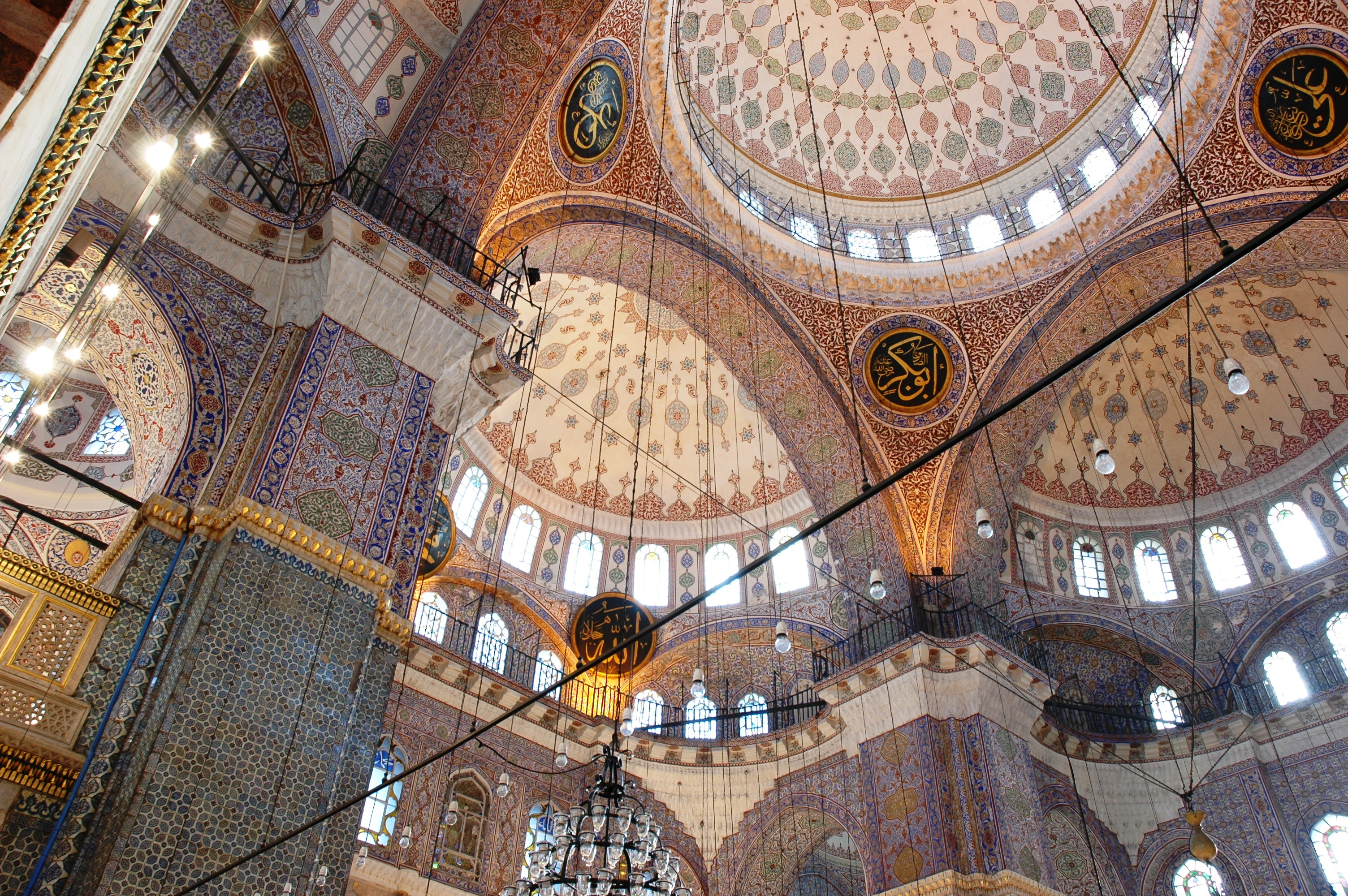
메인 돔과 4개의 부속 돔 중 2개의 돔
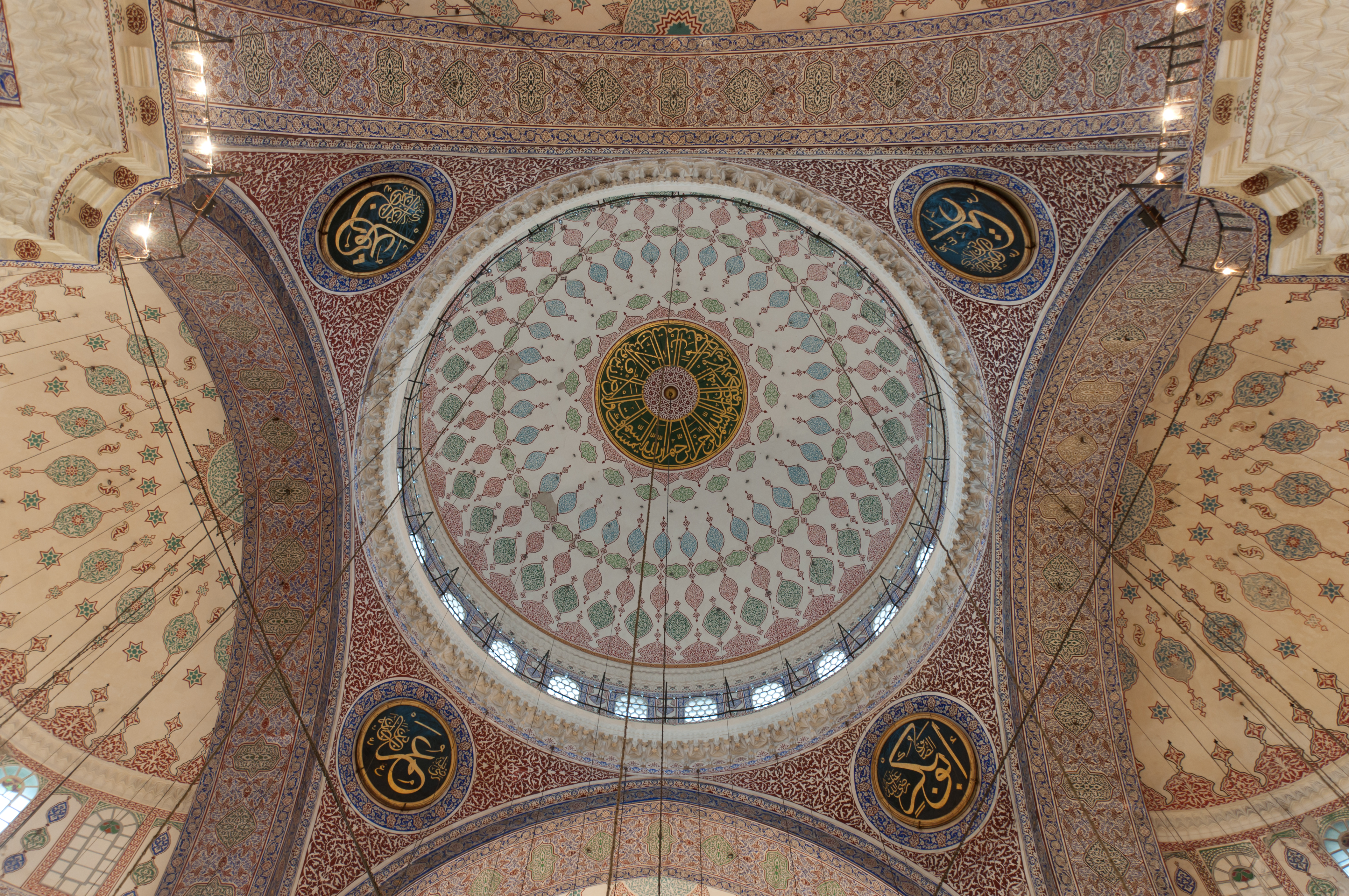
메인 돔
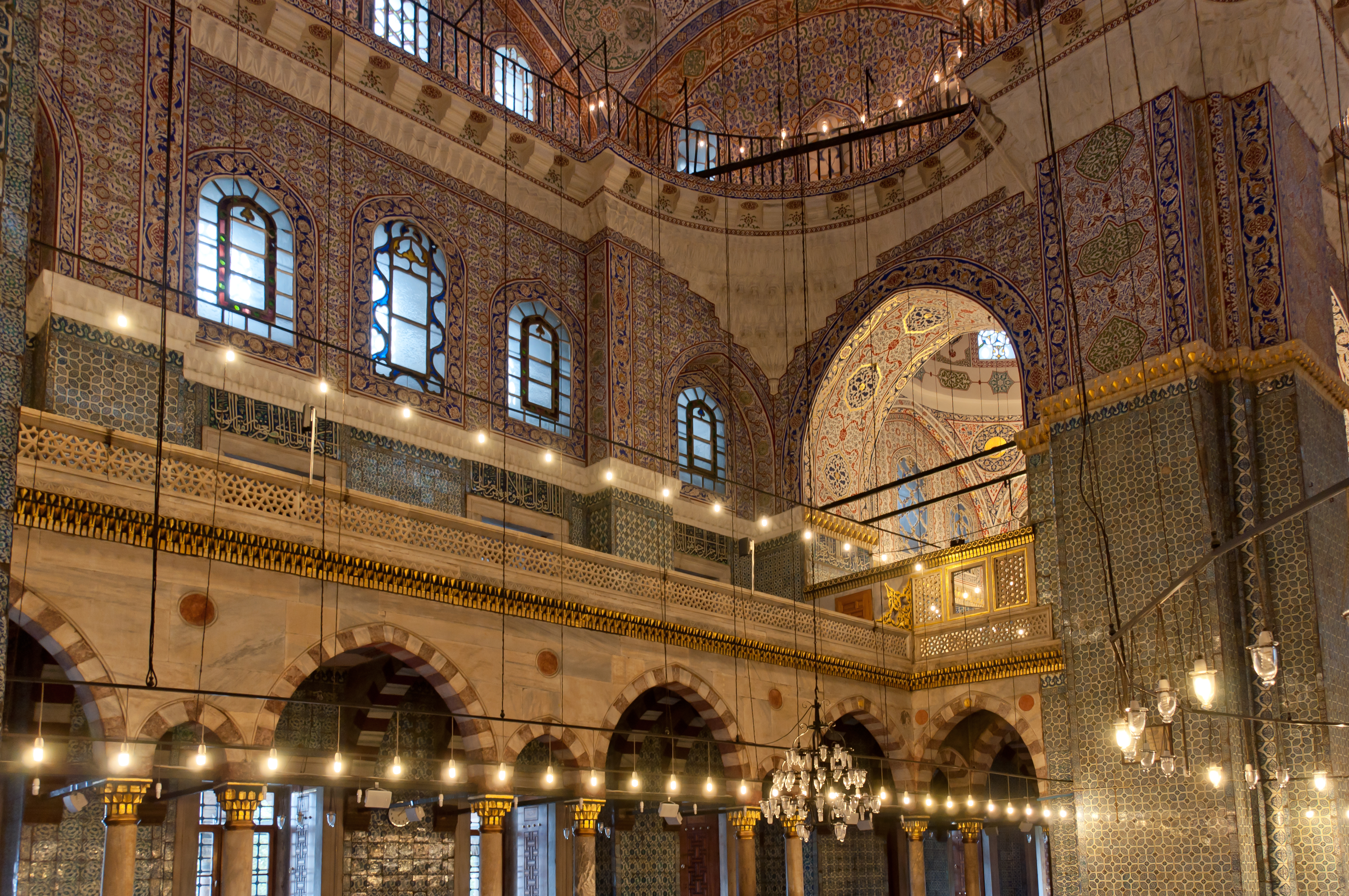
내부 모습
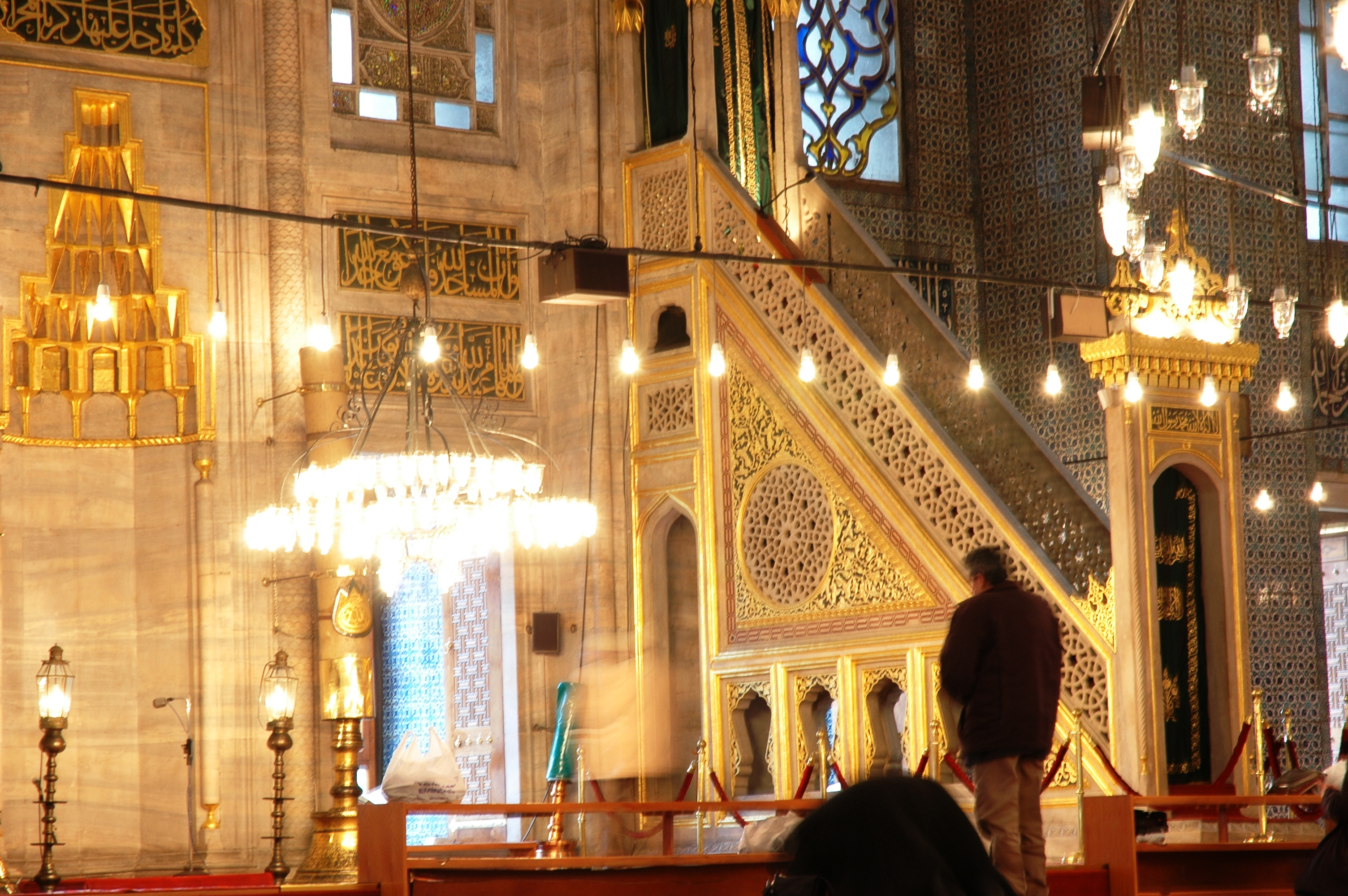
민바르
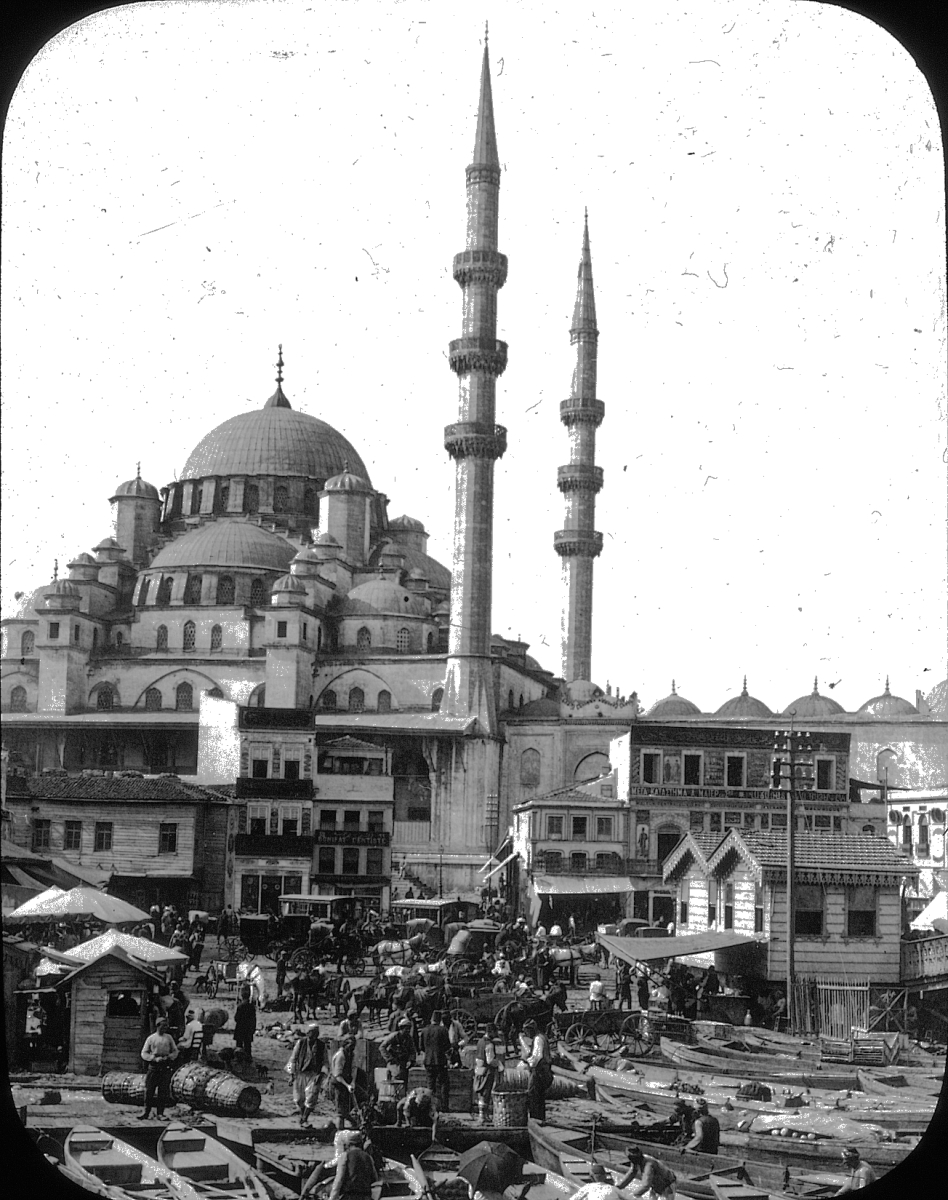
1903년 모스크의 모습
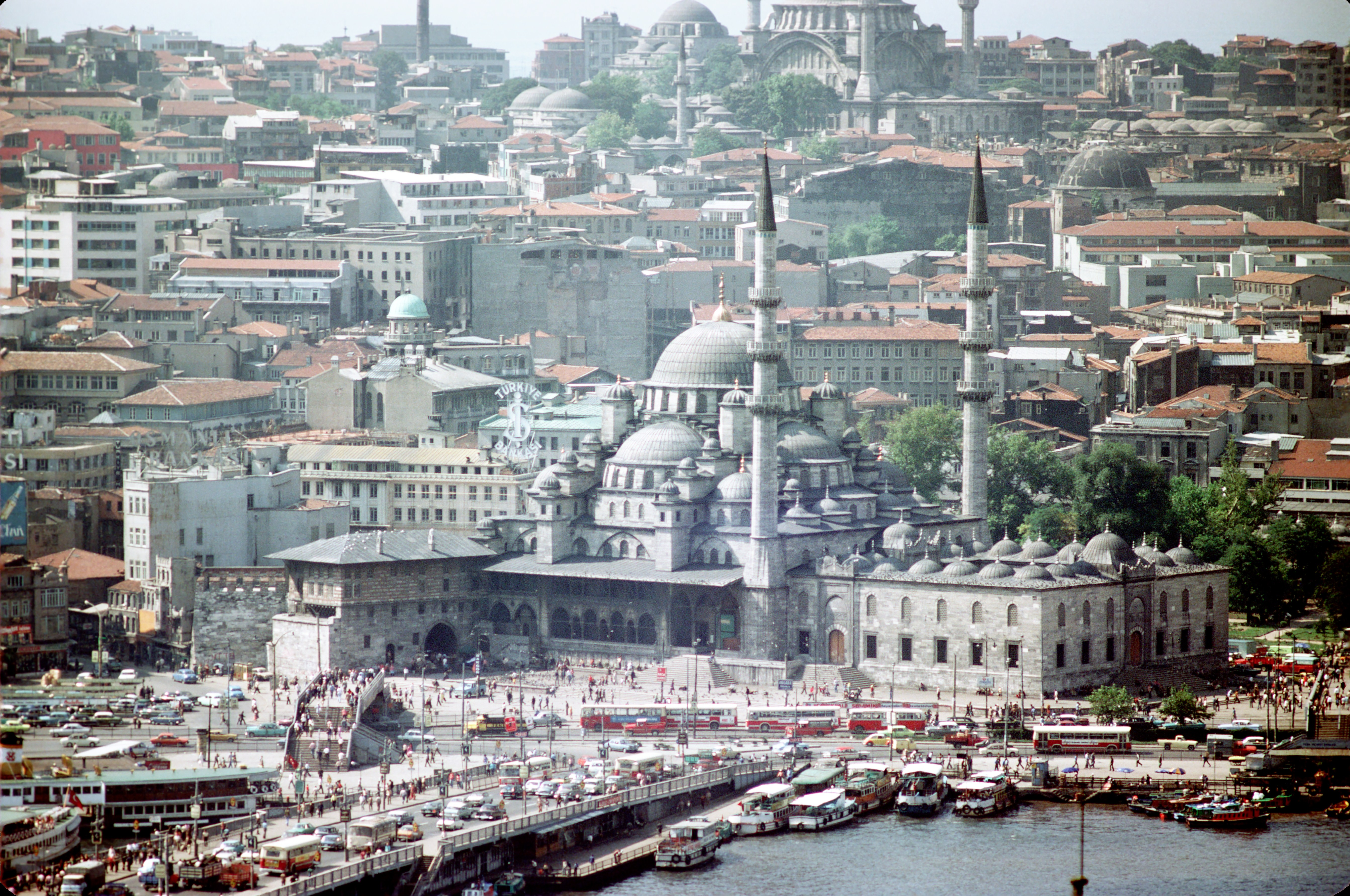
예니 모스크와 갈라타 다리
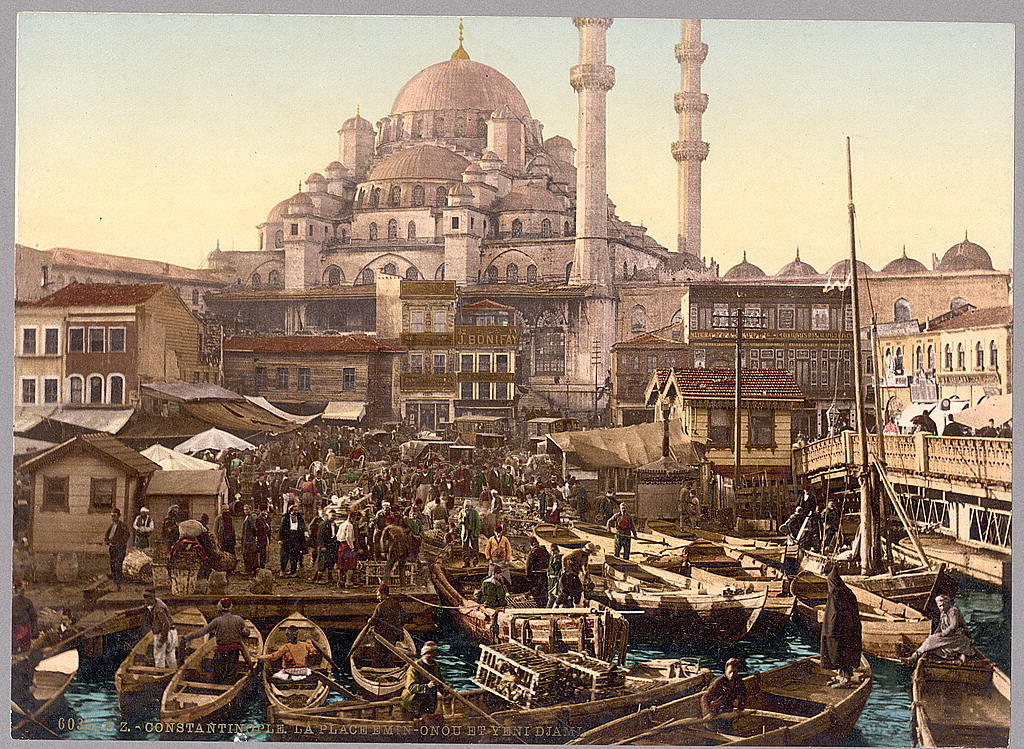
모스크와 에미뇌뉘